# Кунаширский пролив

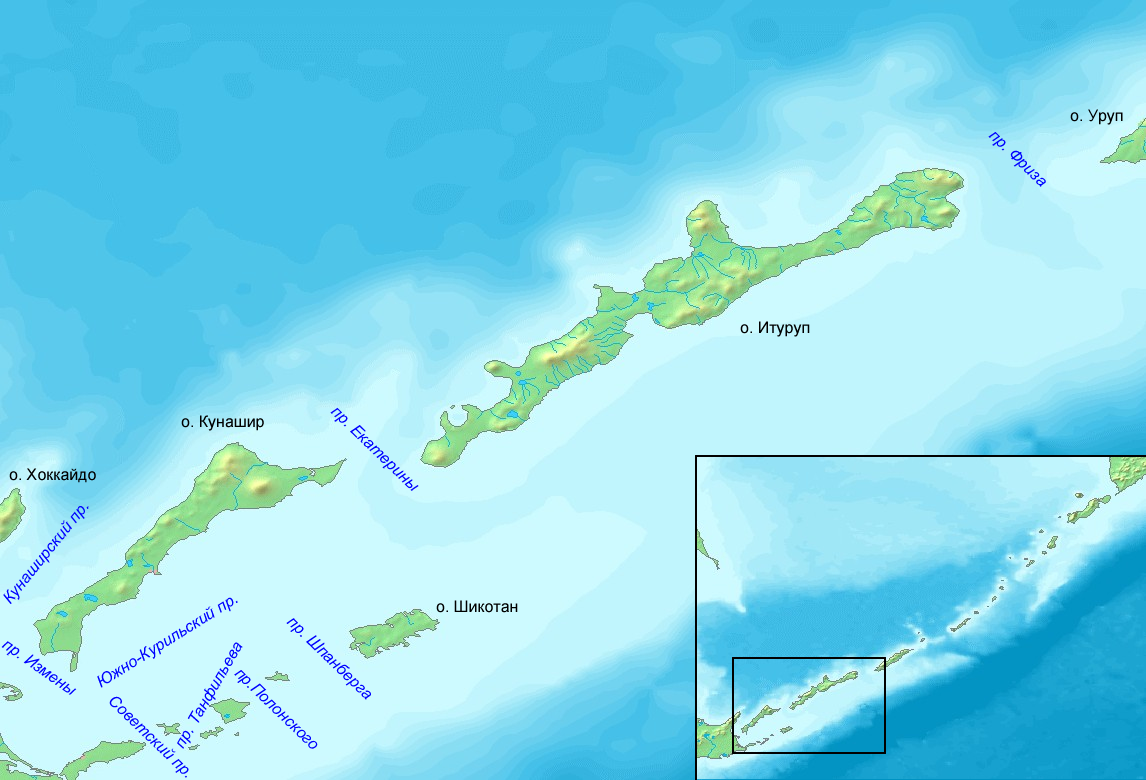
Карта расположения Кунаширского пролива

Кунаширский пролив, пролив Немуро (яп. 根室海峡 Нэмуро кайкё:) — пролив в Тихом океане, отделяет остров Кунашир от острова Хоккайдо. Соединяет Охотское море на севере и пролив Измены на юге.
Длина около 74 км. Ширина от 24 км на юге до 43 км на севере. Глубина до 2500 м. Берег преимущественно высокий, мало изрезанный.
На берегах пролива выделяются мысы Знаменка, Алехина, Ивановский (Кунашир). В пролив впадают реки Валентины, Асин, Алехина, Озерная, Кривоножка, Тёмная, Тюрюй-Гава, Котануке-Гава, Рикусибецу-Гава. На побережьях встречаются подводные и надводные камни. В восточной части пролива расположена бухта Алехина. У берегов Кунашира в проливе находится остров Близкий. В южной части Кунаширский пролив соединяется с проливом Измены
Средняя величина прилива по берегам пролива 1,0 м. В зимнее время заполнен льдами.
Назван по расположению рядом с островом Кунашир.
На берегах пролива находятся населённые пункты: Сибецу, Раусу, Кумбецу, Сакимуи (Япония) и др.
Пролив находится в акваториях Сахалинской области России и префектуры Хоккайдо Японии, по нему проходит государственная граница.

## См.также
- Курильские проливы